# فرماندهی زمینی متفقین
فرماندهی زمینی متفقین (انگلیسی: Allied Land Command) که پیش‌تر نیروهای زمینی متفقین جنوب شرقی اروپا نام داشت، ستاد دائمی نیروهای زمینی ناتو است که در صورت لزوم ممکن است به مناطق دیگری منتقل شود. فرمانده ستاد فرماندهی زمینی متفقین، مشاور اصلی جنگ زمینی فرمانده عالی متفقین اروپا و اتحاد است. هنگامی که فرماندهی زمینی متفقین توسط فرمانده عالی متفقین اروپا هدایت می‌شود، هسته اصلی ستاد مسئول انجام عملیات زمینی را تشکیل می‌دهد. این فرماندهی در شیرینیر (بوکا)، ازمیر در ترکیه مستقر است.
پیشینه شکل‌گیری فرماندهی زمینی متفقین به سال ۱۹۵۲ بازمی‌گردد که فعالیت خود را به‌عنوان یگان زیرمجموعه فرماندهی نیروی مشترک ناپل آغاز کرد و فرم کنونی آن در سال ۲۰۱۲ تشکیل شد.